# Fernand Oubradous
Fernand Oubradous (* 12. Februar 1903 in Paris; † 6. Januar 1986 ebenda) war ein französischer Komponist, Fagottist und Musikpädagoge.
Der Sohn eines Fagottisten studierte am Conservatoire de Paris, wo er einen ersten Platz im Fach Fagott gewann. Bereits 1927 gründete er mit Myrtil Morel, dem Solooboisten der Concerts Colonne, und Pierre Lefebvre, dem Soloklarinettisten der Concerts Lamoureux, das Trio d'anches de Paris, für
dessen erstes Konzert Henri Martelli ein Stück komponierte. Die Gruppe trat in ganz Frankreich, der Schweiz und Deutschland auf und spielte die Uraufführung von Werken der Komponisten Albert Roussel, Darius Milhaud, Jacques Ibert, Reynaldo Hahn, Pierre-Octave Ferroud, Georges Auric, Henry Barraud und Daniel Lesur.
1934 wurde Oubradous Solofagottist der Concerts Walter Straram und des Orchestre national de la Radiodiffusion francaise, 1935 des Orchesters der Pariser Oper und 1936 der Société des Concerts du Conservatoire.
Von 1944 bis 1969 unterrichtete Oubradous Kammermusik am Conservatoire de Paris, daneben von 1954 bis 1958 auch am Mozarteum in Salzburg. Außerdem war er von 1944 bis 1979 Chefdirigent der Association des Concerts de Chambre de Paris. 1959 gründete er die Académie Internationale d’été de Nice, deren Präsident er bis zu seinem Tode war.
Oubradous wurde als Offizier der Ehrenlegion, Kommandeur des Ordre des Arts et Lettres und Offizier des Ordre du Mérite ausgezeichnet. Für seine Aufnahmen von Webers und Mozarts Fagottkonzerten erhielt er 1938 und 1939 den Grand Prix du Disque.
Er komponierte Werke für Bläserensembles in unterschiedlicher kammermusikalischer Besetzung, Stücke für Flöte, Harfe und Cello, eine Ouvertüre für großes Orchester und eine Orchestration von Johann Sebastian Bachs Musikalischem Opfer. Außerdem gab er eine Sammlung klassischer und zeitgenössischer
französischer Musik heraus.